# Caridina sumatrensis
Caridina sumatrensis е вид десетоного от семейство Atyidae. Видът не е застрашен от изчезване.

## Разпространение и местообитание
Разпространен е в Индонезия (Суматра), Малайзия (Западна Малайзия), Сингапур и Филипини.
Обитава сладководни басейни, реки и потоци.